# Фотій I Великий
Фотій (Феофіла́кт, дав.-гр. Πατριάρχης Φώτιος бл. 820, Царгород — 896, Вірменія) — визначний церковний та політичний діяч Візантії, константинопольський патріарх у 858–867 і 878–886 рр.; святитель.

## Біографія
Походив із константинопольської знаті. До 858 року був чиновником при імператорі Михайлі III. Був викладачем у Константинопольському університеті.
У 857—867 рр. титулований як Архієпископ Константинополя, Нового Риму і Вселенський Патріарх. Сан цей він отримав внаслідок політичних інтриг — попередній патріарх Ігнатій відмовився насильно постригти в монахині матір імператора, через що імператор змістив Ігнатія і передав престол Фотію.
Боровся проти залишків іконоборства і павлікіан. Сприяв поширенню впливу візантійської церкви на слов'янські землі — Болгарію, Моравію, Русь. За Фотія була заснована болгарська (охридська) церква, що підпорядковувалася константинопольському патріархові.
Фотій вступив у боротьбу з папою римським Миколаєм I, який вступився за скривдженого Ігнатія, що у 867 році призвело до конфлікту між римо-католицькою і православною візантійською церквами, відомого під назвою Фотієва схизма. Незабаром Фотій був усунений з патріаршого престолу новим імператором Василієм І Македонянином, який прагнув союзу з Римом.
У 877—886 рр. знову титулований як Архієпископ Константинополя, Нового Риму і Вселенський Патріарх.
У 879 році папа Іван VIII визнає відновлення Фотія як законного патріарха Константинопольського (Фотій був засуджений у 869 р. Папою Адріаном II). Прихильник централізованої бюрократичної монархії з сильною імператорською владою, разом з тим прагнув до створення централізованої православної церкви на чолі з патріархом.
У 886 році новий імператор Лев VI з метою повного підпорядкування церкви світській владі скинув з посади Фотія. Він помер на засланні (Вірменія).
Фотій був високоосвіченою людиною свого часу, знавцем античної літератури. Автор твору «Міріобіблон». Склав тлумачний словник грецької мови, писав богословські трактати. У проповідях-гоміліях Фотія за 860 і 866 роки містяться цінні відомості про напад русів на Константинополь у 860 році.